# Birma na Letnich Igrzyskach Olimpijskich 1988
Birmę na Letnich Igrzyskach Olimpijskich 1988 reprezentowały dwie zawodniczki.

## Skład kadry

### Lekkoatletyka
- Khin Khin Htwe
  - Bieg na 1500 m - odpadła w pierwszej rundzie, sklasyfikowana na 21. miejscu
  - Bieg na 3000 m - odpadła w pierwszej rundzie, sklasyfikowana na 28. miejscu

- Mar Mar Min
  - Maraton - nie ukończyła